# Jacques Santer
Jacques Santer (ur. 18 maja 1937 w Wasserbillig) – luksemburski polityk i prawnik, poseł krajowy i europejski, minister, premier Luksemburga w latach 1984–1995, przewodniczący Komisji Europejskiej w latach 1995–1999.

## Życiorys
Z wykształcenia prawnik, absolwent Uniwersytetu Strasburskiego oraz Instytutu Nauk Politycznych w Paryżu. Zaangażował się w działalność Chrześcijańsko-Społecznej Partii Ludowej, od 1974 do 1982 był jej przewodniczącym.
W latach 1972–1974 pełnił funkcję sekretarza stanu w ministerstwa pracy i spraw społecznych. W latach 1974–1979 wykonywał mandat posła do Izby Deputowanych oraz eurodeputowanego I kadencji, od 1975 do 1977 pełnił funkcję wiceprzewodniczącego PE. W 1979 powrócił do rządu jako minister finansów, pracy i zabezpieczenia społecznego. W 1984 objął urząd premiera Luksemburga. W swoich trzech rządach do 1995 był jednocześnie ministrem stanu (1984–1995), ministrem finansów (1984–1989), ministrem skarbu (1989–1994) i ministrem kultury (1989–1995). Od 1987 do 1990 był przewodniczącym Europejskiej Partii Ludowej.
W styczniu 1995 przeszedł na stanowisko przewodniczącego Komisji Europejskiej. Zrezygnował z niego 15 marca 1999 razem z całą KE na skutek zarzutów o niegospodarność i nepotyzm, które miały dotyczyć części komisarzy (zwłaszcza francuskiej socjalistki Édith Cresson). Od 1999 do 2004 Jacques Santer ponownie był członkiem Parlamentu Europejskiego, reprezentował też krajowy rząd w Konwencie Europejskim.

## Odznaczenia
- Order Zasługi Wielkiego Księstwa Luksemburga II klasy (1980)[2]
- Krzyż Wielki Orderu Zasługi Republiki Włoskiej (Włochy, 1973)[3]
- Krzyża Wielki Orderu Oranje-Nassau (Holandia, 1974)[4]
- Krzyż Wielki Orderu Chrystusa (Portugalia, 1988)[5]
- Krzyż Wielki Orderu Sokoła Islandzkiego (Islandia, 1990)[6]
- Krzyż Wielki Orderu Infanta Henryka (Portugalia, 1990)[5]
- Krzyż Wielki Orderu Wiernej Służby (Rumunia, 2004)[7]
- Złoty Medal „Zasłużony Kulturze Gloria Artis” (Polska, 2008)[8]